# Svetovno prvenstvo v nogometu 1998
Svetovno prvenstvo v nogometu 1998, ki ga je med 10. junijem in 12. julijem 1998 gostila Francija, je bilo šestnajsto Svetovno prvenstvo v nogometu. Svoj prvi naslov svetovnega prvaka je osvojila francoska reprezentanca, drugo mesto je osvojila brazilska, tretje pa hrvaška.
To je bilo prvo Svetovno prvenstvo v nogometu, na katero se je uvrstilo 32 moštev, namesto prejšnjih 24 moštev. Moštva so bila razdeljena v osem skupin s po štirimi moštvi. V izločilne boje, ki so se začeli z osmino finala, so se uvrstila vsa moštva, ki so v svojih skupinah dosegla bodisi prvo ali drugo mesto. Vsega skupaj je bilo prirejenih 64 tekem, ki so potekale na desetih stadionih. Otvoritvena in finalna tekma sta bili prirejeni na novem stadionu Stade de France v pariškem predmestju Saint-Denis.
Francija je v finalni tekmi premagala Brazilijo s 3:0. S tem je postala sedma reprezentanca, ki je osvojila naslov svetovnega prvaka in šesta, ki ga je osvojila v domači državi. Na Svetovnem prvenstvu v nogometu so leta 1998 prvič nastopile reprezentance Hrvaške, Jamajke, Japonske in Republike Južne Afrike.

## Prizorišča
| Pariz                                                 | Marseille                                                                       | Pariz                                                                           | Lens                                                                            |
| ----------------------------------------------------- | ------------------------------------------------------------------------------- | ------------------------------------------------------------------------------- | ------------------------------------------------------------------------------- |
| Stade de France                                       | Stade Vélodrome                                                                 | Parc des Princes                                                                | Stade Félix Bollaert                                                            |
| 48°55′28″N 2°21′36″E / 48.92444°N 2.36000°E           | 43°16′11″N 5°23′45″E / 43.26972°N 5.39583°E                                     | 48°50′29″N 2°15′11″E / 48.84139°N 2.25306°E                                     | 50°25′58.26″N 2°48′53.47″E / 50.4328500°N 2.8148528°E                           |
| Kapaciteta: 80.000                                    | Kapaciteta: 60.000                                                              | Kapaciteta: 49.000                                                              | Kapaciteta: 44.000                                                              |
|                                                       |                                                                                 |                                                                                 |                                                                                 |
| Lyon                                                  | Saint-DenisMarseilleParizLensLyonNantesToulouseSaint-ÉtienneBordeauxMontpellier | Saint-DenisMarseilleParizLensLyonNantesToulouseSaint-ÉtienneBordeauxMontpellier | Saint-DenisMarseilleParizLensLyonNantesToulouseSaint-ÉtienneBordeauxMontpellier |
| Stade de Gerland                                      | Saint-DenisMarseilleParizLensLyonNantesToulouseSaint-ÉtienneBordeauxMontpellier | Saint-DenisMarseilleParizLensLyonNantesToulouseSaint-ÉtienneBordeauxMontpellier | Saint-DenisMarseilleParizLensLyonNantesToulouseSaint-ÉtienneBordeauxMontpellier |
| 45°43′26″N 4°49′56″E / 45.72389°N 4.83222°E           | Saint-DenisMarseilleParizLensLyonNantesToulouseSaint-ÉtienneBordeauxMontpellier | Saint-DenisMarseilleParizLensLyonNantesToulouseSaint-ÉtienneBordeauxMontpellier | Saint-DenisMarseilleParizLensLyonNantesToulouseSaint-ÉtienneBordeauxMontpellier |
| Kapaciteta: 41.300                                    | Saint-DenisMarseilleParizLensLyonNantesToulouseSaint-ÉtienneBordeauxMontpellier | Saint-DenisMarseilleParizLensLyonNantesToulouseSaint-ÉtienneBordeauxMontpellier | Saint-DenisMarseilleParizLensLyonNantesToulouseSaint-ÉtienneBordeauxMontpellier |
|                                                       | Saint-DenisMarseilleParizLensLyonNantesToulouseSaint-ÉtienneBordeauxMontpellier | Saint-DenisMarseilleParizLensLyonNantesToulouseSaint-ÉtienneBordeauxMontpellier | Saint-DenisMarseilleParizLensLyonNantesToulouseSaint-ÉtienneBordeauxMontpellier |
| Nantes                                                | Saint-DenisMarseilleParizLensLyonNantesToulouseSaint-ÉtienneBordeauxMontpellier | Saint-DenisMarseilleParizLensLyonNantesToulouseSaint-ÉtienneBordeauxMontpellier | Saint-DenisMarseilleParizLensLyonNantesToulouseSaint-ÉtienneBordeauxMontpellier |
| Stade de la Beaujoire                                 | Saint-DenisMarseilleParizLensLyonNantesToulouseSaint-ÉtienneBordeauxMontpellier | Saint-DenisMarseilleParizLensLyonNantesToulouseSaint-ÉtienneBordeauxMontpellier | Saint-DenisMarseilleParizLensLyonNantesToulouseSaint-ÉtienneBordeauxMontpellier |
| 47°15′20.27″N 1°31′31.35″W / 47.2556306°N 1.5253750°W | Saint-DenisMarseilleParizLensLyonNantesToulouseSaint-ÉtienneBordeauxMontpellier | Saint-DenisMarseilleParizLensLyonNantesToulouseSaint-ÉtienneBordeauxMontpellier | Saint-DenisMarseilleParizLensLyonNantesToulouseSaint-ÉtienneBordeauxMontpellier |
| Kapaciteta: 39.500                                    | Saint-DenisMarseilleParizLensLyonNantesToulouseSaint-ÉtienneBordeauxMontpellier | Saint-DenisMarseilleParizLensLyonNantesToulouseSaint-ÉtienneBordeauxMontpellier | Saint-DenisMarseilleParizLensLyonNantesToulouseSaint-ÉtienneBordeauxMontpellier |
|                                                       | Saint-DenisMarseilleParizLensLyonNantesToulouseSaint-ÉtienneBordeauxMontpellier | Saint-DenisMarseilleParizLensLyonNantesToulouseSaint-ÉtienneBordeauxMontpellier | Saint-DenisMarseilleParizLensLyonNantesToulouseSaint-ÉtienneBordeauxMontpellier |
| Toulouse                                              | Saint-Étienne                                                                   | Bordeaux                                                                        | Montpellier                                                                     |
| Stadium de Toulouse                                   | Stade Geoffroy-Guichard                                                         | Parc Lescure                                                                    | Stade de la Mosson                                                              |
| 43°34′59.93″N 1°26′2.57″E / 43.5833139°N 1.4340472°E  | 45°27′38.76″N 4°23′24.42″E / 45.4607667°N 4.3901167°E                           | 44°49′45″N 0°35′52″W / 44.82917°N 0.59778°W                                     | 43°37′19.85″N 3°48′43.28″E / 43.6221806°N 3.8120222°E                           |
| Kapaciteta: 37.000                                    | Kapaciteta: 36.000                                                              | Kapaciteta: 35.200                                                              | Kapaciteta: 34.000                                                              |
|                                                       |                                                                                 |                                                                                 |                                                                                 |

## Rezultati

### Predtekmovanje

#### Skupina A
| Reprezentanca | OT | Z | N | P | DG | PG | GR | TOČ |
| ------------- | -- | - | - | - | -- | -- | -- | --- |
| Brazilija     | 3  | 2 | 0 | 1 | 6  | 3  | +3 | 6   |
| Norveška      | 3  | 1 | 2 | 0 | 5  | 4  | +1 | 5   |
| Maroko        | 3  | 1 | 1 | 1 | 5  | 5  | 0  | 4   |
| Škotska       | 3  | 0 | 1 | 2 | 2  | 6  | -4 | 1   |

| 10. junij 1998 17:30 | Brazilija                      | 2 – 1      | Škotska            | Stadion: Stade de France, Pariz Gledalcev: 80.000 Sodnik: José García Aranda |
| 10. junij 1998 17:30 | César Sampaio 4' Boyd 73' (AG) | (Poročilo) | Collins 38' (pen.) | Stadion: Stade de France, Pariz Gledalcev: 80.000 Sodnik: José García Aranda |

| 10. junij 1998 21:00 | Maroko              | 2 – 2      | Norveška                  | Stadion: Stade de la Mosson, Montpellier Gledalcev: 29.800 Sodnik: Pirom Un-Prasert |
| 10. junij 1998 21:00 | Hadji 38' Hadda 59' | (Poročilo) | Chippo 46' (AG) Eggen 60' | Stadion: Stade de la Mosson, Montpellier Gledalcev: 29.800 Sodnik: Pirom Un-Prasert |

| 16. junij 1998 17:30 | Škotska    | 1 – 1      | Norveška   | Stadion: Parc Lescure, Bordeaux Gledalcev: 31.800 Sodnik: László Vagner |
| 16. junij 1998 17:30 | Burley 66' | (Poročilo) | H. Flo 46' | Stadion: Parc Lescure, Bordeaux Gledalcev: 31.800 Sodnik: László Vagner |

| 16. junij 1998 21:00 | Brazilija                           | 3 – 0      | Maroko | Stadion: Stade de la Beaujoire, Nantes Gledalcev: 35.500 Sodnik: NikolaJ Levnikov |
| 16. junij 1998 21:00 | Ronaldo 9' Rivaldo 45+2' Bebeto 50' | (Poročilo) |        | Stadion: Stade de la Beaujoire, Nantes Gledalcev: 35.500 Sodnik: NikolaJ Levnikov |

| 23. junij 1998 21:00 | Brazilija  | 1 – 2      | Norveška                        | Stadion: Stade Vélodrome, Marseille Gledalcev: 55.000 Sodnik: Esfandiar Baharmast |
| 23. junij 1998 21:00 | Bebeto 78' | (Poročilo) | T. A. Flo 83' Rekdal 88' (pen.) | Stadion: Stade Vélodrome, Marseille Gledalcev: 55.000 Sodnik: Esfandiar Baharmast |

| 23. junij 1998 21:00 | Škotska | 0 – 3      | Maroko                    | Stadion: Stade Geoffroy-Guichard, Saint-Étienne Gledalcev: 30.600 Sodnik: Ali Bujsaim |
| 23. junij 1998 21:00 |         | (Poročilo) | Bassir 22', 85' Hadda 46' | Stadion: Stade Geoffroy-Guichard, Saint-Étienne Gledalcev: 30.600 Sodnik: Ali Bujsaim |

#### Skupina B
| Reprezentanca | OT | Z | N | P | DG | PG | GR | TOČ |
| ------------- | -- | - | - | - | -- | -- | -- | --- |
| Italija       | 3  | 2 | 1 | 0 | 7  | 3  | +4 | 7   |
| Čile          | 3  | 0 | 3 | 0 | 4  | 4  | 0  | 3   |
| Avstrija      | 3  | 0 | 2 | 1 | 3  | 4  | -1 | 2   |
| Kamerun       | 3  | 0 | 2 | 1 | 2  | 5  | -3 | 2   |

| 11. junij 1998 17:30 | Italija                        | 2 – 2      | Čile           | Stadion: Parc Lescure, Bordeaux Gledalcev: 31.800 Sodnik: Lucien Bouchardeau |
| 11. junij 1998 17:30 | Vieri 10' R. Baggio 85' (pen.) | (Poročilo) | Salas 45', 49' | Stadion: Parc Lescure, Bordeaux Gledalcev: 31.800 Sodnik: Lucien Bouchardeau |

| 11. junij 1998 21:00 | Kamerun    | 1 – 1      | Avstrija    | Stadion: Stade de Toulouse, Toulouse Gledalcev: 33.460 Sodnik: Epifanio González |
| 11. junij 1998 21:00 | Njanka 78' | (Poročilo) | Polster 90' | Stadion: Stade de Toulouse, Toulouse Gledalcev: 33.460 Sodnik: Epifanio González |

| 17. junij 1998 17:30 | Čile      | 1 – 1      | Avstrija   | Stadion: Stade Geoffroy-Guichard, Saint-Étienne Gledalcev: 30.600 Sodnik: Gamal Al-Ghandour |
| 17. junij 1998 17:30 | Salas 70' | (Poročilo) | Vastić 90' | Stadion: Stade Geoffroy-Guichard, Saint-Étienne Gledalcev: 30.600 Sodnik: Gamal Al-Ghandour |

| 17. junij 1998 21:00 | Italija                     | 3 – 0      | Kamerun | Stadion: Stade de la Mosson, Montpellier Gledalcev: 29.800 Sodnik: Edward Lennie |
| 17. junij 1998 21:00 | Di Biagio 7' Vieri 75', 89' | (Poročilo) |         | Stadion: Stade de la Mosson, Montpellier Gledalcev: 29.800 Sodnik: Edward Lennie |

| 23. junij 1998 16:00 | Italija                 | 2 – 1      | Avstrija          | Stadion: Stade de France, Pariz Gledalcev: 80.000 Sodnik: Paul Durkin |
| 23. junij 1998 16:00 | Vieri 49' R. Baggio 89' | (Poročilo) | Herzog 90' (pen.) | Stadion: Stade de France, Pariz Gledalcev: 80.000 Sodnik: Paul Durkin |

| 23. junij 1998 16:00 | Čile       | 1 – 1      | Kamerun   | Stadion: Stade de la Beaujoire, Nantes Gledalcev: 35.500 Sodnik: Laszlo Vagner |
| 23. junij 1998 16:00 | Sierra 20' | (Poročilo) | Mboma 55' | Stadion: Stade de la Beaujoire, Nantes Gledalcev: 35.500 Sodnik: Laszlo Vagner |

#### Skupina C
| Reprezentanca   | OT | Z | N | P | DG | PG | GR | TOČ |
| --------------- | -- | - | - | - | -- | -- | -- | --- |
| Francija        | 3  | 3 | 0 | 0 | 9  | 1  | +8 | 9   |
| Danska          | 3  | 1 | 1 | 1 | 3  | 3  | 0  | 4   |
| Južna Afrika    | 3  | 0 | 2 | 1 | 3  | 6  | -3 | 2   |
| Saudova Arabija | 3  | 0 | 1 | 2 | 2  | 7  | -5 | 1   |

| 12. junij 1998 17:30 | Saudova Arabija | 0 – 1      | Danska     | Stadion: Stade Félix Bollaert, Lens Gledalcev: 38.140 Sodnik: Javier Castrilli |
| 12. junij 1998 17:30 |                 | (Poročilo) | Rieper 68' | Stadion: Stade Félix Bollaert, Lens Gledalcev: 38.140 Sodnik: Javier Castrilli |

| 12. junij 1998 21:00 | Francija                            | 3 – 0      | Južna Afrika | Stadion: Stade Vélodrome, Marseille Gledalcev: 55.077 Sodnik: Márcio Rezende de Freitas |
| 12. junij 1998 21:00 | Dugarry 34' Issa 77' (AG) Henry 90' | (Poročilo) |              | Stadion: Stade Vélodrome, Marseille Gledalcev: 55.077 Sodnik: Márcio Rezende de Freitas |

| 18. junij 1998 17:30 | Južna Afrika | 1 – 1      | Danska      | Stadion: Stade de Toulouse, Toulouse Gledalcev: 33.300 Sodnik: John Toro Rendón |
| 18. junij 1998 17:30 | McCarthy 52' | (Poročilo) | Nielsen 13' | Stadion: Stade de Toulouse, Toulouse Gledalcev: 33.300 Sodnik: John Toro Rendón |

| 18. junij 1998 21:00 | Francija                                  | 4 – 0      | Saudova Arabija | Stadion: Stade de France, Pariz Gledalcev: 80.000 Sodnik: Arturo Brizio Carter |
| 18. junij 1998 21:00 | Henry 36', 77' Trezeguet 68' Lizarazu 85' | (Poročilo) |                 | Stadion: Stade de France, Pariz Gledalcev: 80.000 Sodnik: Arturo Brizio Carter |

| 24. junij 1998 16:00 | Francija                       | 2 – 1      | Danska                | Stadion: Stade Gerland, Lyon Gledalcev: 39.100 Sodnik: Pierluigi Collina |
| 24. junij 1998 16:00 | Djorkaeff 12' (pen.) Petit 56' | (Poročilo) | M. Laudrup 42' (pen.) | Stadion: Stade Gerland, Lyon Gledalcev: 39.100 Sodnik: Pierluigi Collina |

| 24. junij 1998 16:00 | Južna Afrika               | 2 – 2      | Saudova Arabija                            | Stadion: Parc Lescure, Bordeaux Gledalcev: 31.800 Sodnik: Mario Sanchez Yanten |
| 24. junij 1998 16:00 | Bartlett 19', 90+4' (pen.) | (Poročilo) | Al-Jaber 45' (pen.) Al-Thunayan 74' (pen.) | Stadion: Parc Lescure, Bordeaux Gledalcev: 31.800 Sodnik: Mario Sanchez Yanten |

#### Skupina D
| Reprezentanca | OT | Z | N | P | DG | PG | GR | TOČ |
| ------------- | -- | - | - | - | -- | -- | -- | --- |
| Nigerija      | 3  | 2 | 0 | 1 | 5  | 5  | 0  | 6   |
| Paragvaj      | 3  | 1 | 2 | 0 | 3  | 1  | +2 | 5   |
| Španija       | 3  | 1 | 1 | 1 | 8  | 4  | +4 | 4   |
| Bolgarija     | 3  | 0 | 1 | 2 | 1  | 7  | -6 | 1   |

| 12. junij 1998 14:30 | Paragvaj   | 0 – 0 | Bolgarija | Stadion: Stade de la Mosson, Montpellier Gledalcev: 27.650 Sodnik: Abdul Rahman Al-Zeid |
| 12. junij 1998 14:30 | (Poročilo) |       |           | Stadion: Stade de la Mosson, Montpellier Gledalcev: 27.650 Sodnik: Abdul Rahman Al-Zeid |

| 13. junij 1998 14:30 | Španija             | 2 – 3      | Nigerija                         | Stadion: Stade de la Beaujoire, Nantes Gledalcev: 33.257 Sodnik: Esfandiar Baharmast |
| 13. junij 1998 14:30 | Hierro 20' Raúl 46' | (Poročilo) | Adepoju 24' Lawal 72' Oliseh 77' | Stadion: Stade de la Beaujoire, Nantes Gledalcev: 33.257 Sodnik: Esfandiar Baharmast |

| 19. junij 1998 17:30 | Nigerija   | 1 – 0      | Bolgarija | Stadion: Parc des Princes, Pariz Gledalcev: 45.500 Sodnik: Mario Sanchez Yanten |
| 19. junij 1998 17:30 | Ikpeba 26' | (Poročilo) |           | Stadion: Parc des Princes, Pariz Gledalcev: 45.500 Sodnik: Mario Sanchez Yanten |

| 19. junij 1998 21:00 | Španija    | 0 – 0 | Paragvaj | Stadion: Stade Geoffroy-Guichard, Saint-Étienne Gledalcev: 30.600 Sodnik: Ian McLeod |
| 19. junij 1998 21:00 | (Poročilo) |       |          | Stadion: Stade Geoffroy-Guichard, Saint-Étienne Gledalcev: 30.600 Sodnik: Ian McLeod |

| 24. junij 1998 21:00 | Nigerija  | 1 – 3      | Paragvaj                         | Stadion: Stade de Toulouse, Toulouse Gledalcev: 33.500 Sodnik: Pirom Un-Prasert |
| 24. junij 1998 21:00 | Oruma 10' | (Poročilo) | Ayala 1' Benítez 58' Cardozo 86' | Stadion: Stade de Toulouse, Toulouse Gledalcev: 33.500 Sodnik: Pirom Un-Prasert |

| 24. junij 1998 21:00 | Španija                                                            | 6 – 1      | Bolgarija      | Stadion: Stade Félix Bollaert, Lens Gledalcev: 38.100 Sodnik: Mario van der Ende |
| 24. junij 1998 21:00 | Hierro 5' (pen.) Luis Enrique 18' Morientes 53', 80' Kiko 88', 90' | (Poročilo) | Kostadinov 56' | Stadion: Stade Félix Bollaert, Lens Gledalcev: 38.100 Sodnik: Mario van der Ende |

#### Skupina E
| Reprezentanca | OT | Z | N | P | DG | PG | GR | TOČ |
| ------------- | -- | - | - | - | -- | -- | -- | --- |
| Nizozemska    | 3  | 1 | 2 | 0 | 7  | 2  | +5 | 5   |
| Mehika        | 3  | 1 | 2 | 0 | 7  | 5  | +2 | 5   |
| Belgija       | 3  | 0 | 3 | 0 | 3  | 3  | 0  | 3   |
| Južna Koreja  | 3  | 0 | 1 | 2 | 2  | 9  | -7 | 1   |

| 13. junij 1998 17:30 | Južna Koreja   | 1 – 3      | Mehika                        | Stadion: Stade Gerland, Lyon Gledalcev: 39.133 Sodnik: Günter Benkö |
| 13. junij 1998 17:30 | Ha Seok-Ju 28' | (Poročilo) | Peláez 51' Hernández 74', 84' | Stadion: Stade Gerland, Lyon Gledalcev: 39.133 Sodnik: Günter Benkö |

| 13. junij 1998 21:00 | Nizozemska | 0 – 0 | Belgija | Stadion: Stade de France, Pariz Gledalcev: 75.000 Sodnik: Pierluigi Collina |
| 13. junij 1998 21:00 | (Poročilo) |       |         | Stadion: Stade de France, Pariz Gledalcev: 75.000 Sodnik: Pierluigi Collina |

| 20. junij 1998 17:30 | Belgija          | 2 – 2      | Mehika                            | Stadion: Parc Lescure, Bordeaux Gledalcev: 31.800 Sodnik: Hugh Dallas |
| 20. junij 1998 17:30 | Wilmots 43', 47' | (Poročilo) | García Aspe 55' (pen.) Blanco 62' | Stadion: Parc Lescure, Bordeaux Gledalcev: 31.800 Sodnik: Hugh Dallas |

| 20. junij 1998 21:00 | Nizozemska                                                          | 5 – 0      | Južna Koreja | Stadion: Stade Vélodrome, Marseille Gledalcev: 55.000 Sodnik: Ryszard Wójcik |
| 20. junij 1998 21:00 | Cocu 38' Overmars 42' Bergkamp 71' van Hooijdonk 80' R. de Boer 83' | (Poročilo) |              | Stadion: Stade Vélodrome, Marseille Gledalcev: 55.000 Sodnik: Ryszard Wójcik |

| 25. junij 1998 16:00 | Nizozemska             | 2 – 2      | Mehika                     | Stadion: Stade Geoffroy-Guichard, Saint-Étienne Gledalcev: 30.600 Sodnik: Abdul Rahman Al-Zeid |
| 25. junij 1998 16:00 | Cocu 4' R. de Boer 18' | (Poročilo) | Peláez 75' Hernández 90+5' | Stadion: Stade Geoffroy-Guichard, Saint-Étienne Gledalcev: 30.600 Sodnik: Abdul Rahman Al-Zeid |

| 25. junij 1998 16:00 | Belgija  | 1 – 1      | Južna Koreja      | Stadion: Parc des Princes, Pariz Gledalcev: 45.500 Sodnik: Márcio Rezende de Freitas |
| 25. junij 1998 16:00 | Nilis 7' | (Poročilo) | Yoo Sang-Chul 71' | Stadion: Parc des Princes, Pariz Gledalcev: 45.500 Sodnik: Márcio Rezende de Freitas |

#### Skupina F
| Reprezentanca | OT | Z | N | P | DG | PG | GR | TOČ |
| ------------- | -- | - | - | - | -- | -- | -- | --- |
| Nemčija       | 3  | 2 | 1 | 0 | 6  | 2  | +4 | 7   |
| Jugoslavija   | 3  | 2 | 1 | 0 | 4  | 2  | +2 | 7   |
| Iran          | 3  | 1 | 0 | 2 | 2  | 4  | -2 | 3   |
| ZDA           | 3  | 0 | 0 | 3 | 1  | 5  | -4 | 0   |

| 14. junij 1998 17:30 | Jugoslavija    | 1 – 0      | Iran | Stadion: Stade Geoffroy-Guichard, Saint-Étienne Gledalcev: 30.392 Sodnik: Alberto Tejada |
| 14. junij 1998 17:30 | Mihajlović 72' | (Poročilo) |      | Stadion: Stade Geoffroy-Guichard, Saint-Étienne Gledalcev: 30.392 Sodnik: Alberto Tejada |

| 15. junij 1998 21:00 | Nemčija                 | 2 – 0      | ZDA | Stadion: Parc des Princes, Pariz Gledalcev: 43.815 Sodnik: Said Belqola |
| 15. junij 1998 21:00 | Möller 8' Klinsmann 64' | (Poročilo) |     | Stadion: Parc des Princes, Pariz Gledalcev: 43.815 Sodnik: Said Belqola |

| 21. junij 1998 14:30 | Nemčija                          | 2 – 2      | Jugoslavija                 | Stadion: Stade Félix Bollaert, Lens Gledalcev: 38.100 Sodnik: Kim Milton Nielsen |
| 21. junij 1998 14:30 | Mihajlović 73' (AG) Bierhoff 80' | (Poročilo) | Mijatović 13' Stojković 54' | Stadion: Stade Félix Bollaert, Lens Gledalcev: 38.100 Sodnik: Kim Milton Nielsen |

| 21. junij 1998 21:00 | ZDA         | 1 – 2      | Iran                      | Stadion: Stade Gerland, Lyon Gledalcev: 39.100 Sodnik: Urs Meier |
| 21. junij 1998 21:00 | McBride 87' | (Poročilo) | Estili 40' Mahdavikia 84' | Stadion: Stade Gerland, Lyon Gledalcev: 39.100 Sodnik: Urs Meier |

| 25. junij 1998 21:00 | ZDA | 0 – 1      | Jugoslavija    | Stadion: Stade de la Beaujoire, Nantes Gledalcev: 35.500 Sodnik: Gamal Al-Ghandour |
| 25. junij 1998 21:00 |     | (Poročilo) | Komljenović 4' | Stadion: Stade de la Beaujoire, Nantes Gledalcev: 35.500 Sodnik: Gamal Al-Ghandour |

| 25. junij 1998 21:00 | Nemčija                    | 2 – 0      | Iran | Stadion: Stade de la Mosson, Montpellier Gledalcev: 29.800 Sodnik: Epifanio González |
| 25. junij 1998 21:00 | Bierhoff 50' Klinsmann 57' | (Poročilo) |      | Stadion: Stade de la Mosson, Montpellier Gledalcev: 29.800 Sodnik: Epifanio González |

#### Skupina G
| Reprezentanca | OT | Z | N | P | DG | PG | GR | TOČ |
| ------------- | -- | - | - | - | -- | -- | -- | --- |
| Romunija      | 3  | 2 | 1 | 0 | 4  | 2  | +2 | 7   |
| Anglija       | 3  | 2 | 0 | 1 | 5  | 2  | +3 | 6   |
| Kolumbija     | 3  | 1 | 0 | 2 | 1  | 3  | -2 | 3   |
| Tunizija      | 3  | 0 | 1 | 2 | 1  | 4  | -3 | 1   |

| 15. junij 1998 14:30 | Anglija                 | 2 – 0      | Tunizija | Stadion: Stade Vélodrome, Marseille Gledalcev: 54.587 Sodnik: Masajoši Okada |
| 15. junij 1998 14:30 | Shearer 43' Scholes 89' | (Poročilo) |          | Stadion: Stade Vélodrome, Marseille Gledalcev: 54.587 Sodnik: Masajoši Okada |

| 15. junij 1998 17:30 | Romunija | 1 – 0      | Kolumbija | Stadion: Stade Gerland, Lyon Gledalcev: 37.572 Sodnik: Lim Kee Chong |
| 15. junij 1998 17:30 | Ilie 45' | (Poročilo) |           | Stadion: Stade Gerland, Lyon Gledalcev: 37.572 Sodnik: Lim Kee Chong |

| 22. junij 1998 17:30 | Kolumbija    | 1 – 0      | Tunizija | Stadion: Stade de la Mosson, Montpellier Gledalcev: 29.800 Sodnik: Bernd Heynemann |
| 22. junij 1998 17:30 | Preciado 83' | (Poročilo) |          | Stadion: Stade de la Mosson, Montpellier Gledalcev: 29.800 Sodnik: Bernd Heynemann |

| 22. junij 1998 21:00 | Romunija                  | 2 – 1      | Anglija  | Stadion: Stade de Toulouse, Toulouse Gledalcev: 33.500 Sodnik: Marc Batta |
| 22. junij 1998 21:00 | Moldovan 47' Petrescu 90' | (Poročilo) | Owen 79' | Stadion: Stade de Toulouse, Toulouse Gledalcev: 33.500 Sodnik: Marc Batta |

| 26. junij 1998 21:00 | Kolumbija | 0 – 2      | Anglija                  | Stadion: Stade Félix Bollaert, Lens Gledalcev: 38.100 Sodnik: Arturo Brizio Carter |
| 26. junij 1998 21:00 |           | (Poročilo) | Anderton 20' Beckham 29' | Stadion: Stade Félix Bollaert, Lens Gledalcev: 38.100 Sodnik: Arturo Brizio Carter |

| 26. junij 1998 21:00 | Romunija     | 1 – 1      | Tunizija           | Stadion: Stade de France, Pariz Gledalcev: 77.000 Sodnik: Edward Lennie |
| 26. junij 1998 21:00 | Moldovan 72' | (Poročilo) | Souayah 10' (pen.) | Stadion: Stade de France, Pariz Gledalcev: 77.000 Sodnik: Edward Lennie |

#### Skupina H
| Reprezentanca | OT | Z | N | P | DG | PG | GR | TOČ |
| ------------- | -- | - | - | - | -- | -- | -- | --- |
| Argentina     | 3  | 3 | 0 | 0 | 7  | 0  | +7 | 9   |
| Hrvaška       | 3  | 2 | 0 | 1 | 4  | 2  | +2 | 6   |
| Jamajka       | 3  | 1 | 0 | 2 | 3  | 9  | -6 | 3   |
| Japonska      | 3  | 0 | 0 | 3 | 1  | 4  | -3 | 0   |

| 14. junij 1998 14:30 | Argentina     | 1 – 0      | Japonska | Stadion: Stade de Toulouse, Toulouse Gledalcev: 33.400 Sodnik: Mario van der Ende |
| 14. junij 1998 14:30 | Batistuta 28' | (Poročilo) |          | Stadion: Stade de Toulouse, Toulouse Gledalcev: 33.400 Sodnik: Mario van der Ende |

| 14. junij 1998 21:00 | Jamajka   | 1 – 3      | Hrvaška                             | Stadion: Stade Félix Bollaert, Lens Gledalcev: 38.058 Sodnik: Vítor Melo Pereira |
| 14. junij 1998 21:00 | Earle 45' | (Poročilo) | Stanić 27' Prosinečki 53' Šuker 69' | Stadion: Stade Félix Bollaert, Lens Gledalcev: 38.058 Sodnik: Vítor Melo Pereira |

| 20. junij 1998 14:30 | Japonska | 0 – 1      | Hrvaška   | Stadion: Stade de la Beaujoire, Nantes Gledalcev: 35.500 Sodnik: Ramesh Ramdhan |
| 20. junij 1998 14:30 |          | (Poročilo) | Šuker 77' | Stadion: Stade de la Beaujoire, Nantes Gledalcev: 35.500 Sodnik: Ramesh Ramdhan |

| 21. junij 1998 17:30 | Argentina                                      | 5 – 0      | Jamajka | Stadion: Parc des Princes, Pariz Gledalcev: 45.000 Sodnik: Rune Pedersen |
| 21. junij 1998 17:30 | Ortega 31', 55' Batistuta 72', 80', 83' (pen.) | (Poročilo) |         | Stadion: Parc des Princes, Pariz Gledalcev: 45.000 Sodnik: Rune Pedersen |

| 26. junij 1998 16:00 | Argentina  | 1 – 0      | Hrvaška | Stadion: Parc Lescure, Bordeaux Gledalcev: 31.800 Sodnik: Said Belqola |
| 26. junij 1998 16:00 | Pineda 36' | (Poročilo) |         | Stadion: Parc Lescure, Bordeaux Gledalcev: 31.800 Sodnik: Said Belqola |

| 26. junij 1998 16:00 | Japonska     | 1 – 2      | Jamajka           | Stadion: Stade Gerland, Lyon Gledalcev: 39.100 Sodnik: Günter Benkö |
| 26. junij 1998 16:00 | Nakayama 74' | (Poročilo) | Whitmore 39', 54' | Stadion: Stade Gerland, Lyon Gledalcev: 39.100 Sodnik: Günter Benkö |

### Zaključni del
|  | Osmina finala           | Osmina finala        |                      |       | Četrtfinale  | Četrtfinale  |                   |                   | Polfinale | Polfinale |  |  | Finale | Finale |
|  |                         |                      |                      |       |              |              |                   |                   |           |           |  |  |        |        |
|  | 27. junij - Paris       |                      |                      |       |              |              |                   |                   |           |           |  |  |        |        |
|  |                         |                      |                      |       |              |              |                   |                   |           |           |  |  |        |        |
|  | Brazilija               | 4                    |                      |       |              |              |                   |                   |           |           |  |  |        |        |
|  | Brazilija               | 4                    | 3. julij - Nantes    |       |              |              |                   |                   |           |           |  |  |        |        |
|  | Čile                    | 1                    |                      |       |              |              |                   |                   |           |           |  |  |        |        |
|  | Čile                    | 1                    | Brazilija            | 3     |              |              |                   |                   |           |           |  |  |        |        |
|  | 28. junij - Paris       |                      | Brazilija            | 3     |              |              |                   |                   |           |           |  |  |        |        |
|  |                         | Danska               | 2                    |       |              |              |                   |                   |           |           |  |  |        |        |
|  | Nigerija                | Danska               | 2                    | 1     |              |              |                   |                   |           |           |  |  |        |        |
|  | Nigerija                |                      | 7. julij - Marseille | 1     |              |              |                   |                   |           |           |  |  |        |        |
|  | Danska                  | 4                    |                      |       |              |              |                   |                   |           |           |  |  |        |        |
|  | Danska                  | 4                    | Brazilija (pen.)     | 1 (4) |              |              |                   |                   |           |           |  |  |        |        |
|  | 29. junij - Toulouse    |                      | Brazilija (pen.)     | 1 (4) |              |              |                   |                   |           |           |  |  |        |        |
|  |                         | Nizozemska           | 1 (2)                |       |              |              |                   |                   |           |           |  |  |        |        |
|  | Nizozemska              | Nizozemska           | 1 (2)                | 2     |              |              |                   |                   |           |           |  |  |        |        |
|  | Nizozemska              | 4. julij - Marseille |                      | 2     |              |              |                   |                   |           |           |  |  |        |        |
|  | Jugoslavija             | 1                    |                      |       |              |              |                   |                   |           |           |  |  |        |        |
|  | Jugoslavija             | 1                    | Nizozemska           | 2     |              |              |                   |                   |           |           |  |  |        |        |
|  | 30. junij - St. Étienne |                      | Nizozemska           | 2     |              |              |                   |                   |           |           |  |  |        |        |
|  |                         | Argentina            | 1                    |       |              |              |                   |                   |           |           |  |  |        |        |
|  | Argentina (pen.)        | Argentina            | 1                    | 2 (4) |              |              |                   |                   |           |           |  |  |        |        |
|  | Argentina (pen.)        |                      | 12. julij - Paris    | 2 (4) |              |              |                   |                   |           |           |  |  |        |        |
|  | Anglija                 | 2 (3)                |                      |       |              |              |                   |                   |           |           |  |  |        |        |
|  | Anglija                 | 2 (3)                | Brazilija            | 0     |              |              |                   |                   |           |           |  |  |        |        |
|  | 27. junij - Marseille   |                      | Brazilija            | 0     |              |              |                   |                   |           |           |  |  |        |        |
|  |                         | Francija             | 3                    |       |              |              |                   |                   |           |           |  |  |        |        |
|  | Italija                 | Francija             | 3                    | 1     |              |              |                   |                   |           |           |  |  |        |        |
|  | Italija                 | 3. julij - Paris     |                      | 1     |              |              |                   |                   |           |           |  |  |        |        |
|  | Norveška                | 0                    |                      |       |              |              |                   |                   |           |           |  |  |        |        |
|  | Norveška                | 0                    | Italija              | 0 (3) |              |              |                   |                   |           |           |  |  |        |        |
|  | 28. junij - Lens        |                      | Italija              | 0 (3) |              |              |                   |                   |           |           |  |  |        |        |
|  |                         | Francija (pen.)      | 0 (4)                |       |              |              |                   |                   |           |           |  |  |        |        |
|  | Francija (p.p.)         | Francija (pen.)      | 0 (4)                | 1     |              |              |                   |                   |           |           |  |  |        |        |
|  | Francija (p.p.)         |                      | 8. julij - Paris     | 1     |              |              |                   |                   |           |           |  |  |        |        |
|  | Paragvaj                | 0                    |                      |       |              |              |                   |                   |           |           |  |  |        |        |
|  | Paragvaj                | 0                    | Francija             | 2     |              |              |                   |                   |           |           |  |  |        |        |
|  | 29. junij - Montpellier |                      | Francija             | 2     |              |              |                   |                   |           |           |  |  |        |        |
|  |                         | Hrvaška              | 1                    |       | Tretje mesto | Tretje mesto |                   |                   |           |           |  |  |        |        |
|  | Nemčija                 | Hrvaška              | 1                    | 2     | Tretje mesto | Tretje mesto |                   |                   |           |           |  |  |        |        |
|  | Nemčija                 | 4. julij - Lyon      | 4. julij - Lyon      | 2     |              |              | 11. julij - Paris | 11. julij - Paris |           |           |  |  |        |        |
|  | Mehika                  | 4. julij - Lyon      | 4. julij - Lyon      | 1     |              |              | 11. julij - Paris | 11. julij - Paris |           |           |  |  |        |        |
|  | Mehika                  | Nemčija              | 0                    | 1     | Nizozemska   | 1            |                   |                   |           |           |  |  |        |        |
|  | 30. junij - Bordeaux    | Nemčija              | 0                    |       | Nizozemska   | 1            |                   |                   |           |           |  |  |        |        |
|  |                         | Hrvaška              | 3                    |       | Hrvaška      | 2            |                   |                   |           |           |  |  |        |        |
|  | Romunija                | Hrvaška              | 3                    | 0     | Hrvaška      | 2            |                   |                   |           |           |  |  |        |        |
|  | Romunija                |                      |                      | 0     |              |              |                   |                   |           |           |  |  |        |        |
|  | Hrvaška                 | 1                    |                      |       |              |              |                   |                   |           |           |  |  |        |        |
|  | Hrvaška                 | 1                    |                      |       |              |              |                   |                   |           |           |  |  |        |        |

#### Šestnajstina finala
| 27. junij 1998 16:30 | Italija   | 1 – 0      | Norveška | Stadion: Stade Vélodrome, Marseille Gledalcev: 55.000 Sodnik: Bernd Heynemann |
| 27. junij 1998 16:30 | Vieri 18' | (Poročilo) |          | Stadion: Stade Vélodrome, Marseille Gledalcev: 55.000 Sodnik: Bernd Heynemann |

| 27. junij 1998 21:00 | Brazilija                                        | 4 – 1      | Čile      | Stadion: Parc des Princes, Pariz Gledalcev: 45.500 Sodnik: Marc Batta |
| 27. junij 1998 21:00 | César Sampaio 11', 27' Ronaldo 45+1' (pen.), 70' | (Poročilo) | Salas 68' | Stadion: Parc des Princes, Pariz Gledalcev: 45.500 Sodnik: Marc Batta |

| 28. junij 1998 16:30 | Francija   | 1 – 0 (podaljšek) | Paragvaj | Stadion: Stade Félix Bollaert, Lens Gledalcev: 38.100 Sodnik: Ali Bujsaim |
| 28. junij 1998 16:30 | Blanc 113' | (Poročilo)        |          | Stadion: Stade Félix Bollaert, Lens Gledalcev: 38.100 Sodnik: Ali Bujsaim |

| 28. junij 1998 21:00 | Nigerija      | 1 – 4      | Danska                                       | Stadion: Stade de France, Pariz Gledalcev: 77.000 Sodnik: Urs Meier |
| 28. junij 1998 21:00 | Babangida 78' | (Poročilo) | Møller 3' B. Laudrup 12' Sand 60' Helveg 76' | Stadion: Stade de France, Pariz Gledalcev: 77.000 Sodnik: Urs Meier |

| 29. junij 1998 16:30 | Nemčija                    | 2 – 1      | Mehika        | Stadion: Stade de la Mosson, Montpellier Gledalcev: 29.800 Sodnik: Vítor Melo Pereira |
| 29. junij 1998 16:30 | Klinsmann 75' Bierhoff 86' | (Poročilo) | Hernández 47' | Stadion: Stade de la Mosson, Montpellier Gledalcev: 29.800 Sodnik: Vítor Melo Pereira |

| 29. junij 1998 21:00 | Nizozemska                | 2 – 1      | Jugoslavija     | Stadion: Stade de Toulouse, Toulouse Gledalcev: 33.500 Sodnik: José Garcia Aranda |
| 29. junij 1998 21:00 | Bergkamp 38' Davids 90+2' | (Poročilo) | Komljenović 48' | Stadion: Stade de Toulouse, Toulouse Gledalcev: 33.500 Sodnik: José Garcia Aranda |

| 30. junij 1998 16:30 | Romunija | 0 – 1      | Hrvaška            | Stadion: Parc Lescure, Bordeaux Gledalcev: 31.800 Sodnik: Javier Castrilli |
| 30. junij 1998 16:30 |          | (Poročilo) | Šuker 45+2' (pen.) | Stadion: Parc Lescure, Bordeaux Gledalcev: 31.800 Sodnik: Javier Castrilli |

| 30. junij 1998 21:00 | Argentina                         | 2 – 2      | Anglija                     | Stadion: Stade Geoffroy-Guichard, Saint-Étienne Gledalcev: 30.600 Sodnik: Kim Milton Nielsen |
| 30. junij 1998 21:00 | Batistuta 6' (pen.) Zanetti 45+1' | (Poročilo) | Shearer 10' (pen.) Owen 16' | Stadion: Stade Geoffroy-Guichard, Saint-Étienne Gledalcev: 30.600 Sodnik: Kim Milton Nielsen |

|                                   |                 |                                |  |
|                                   | Kazenski streli |                                |  |
| Berti Crespo Verón Gallardo Ayala | 4 – 3           | Shearer Ince Merson Owen Batty |  |

#### Četrtfinale
| 3. julij 1998 16:30 | Italija    | 0 – 0 | Francija | Stadion: Stade de France, Pariz Gledalcev: 77.000 Sodnik: Hugh Dallas |
| 3. julij 1998 16:30 | (Poročilo) |       |          | Stadion: Stade de France, Pariz Gledalcev: 77.000 Sodnik: Hugh Dallas |

|                                                |                 |                                       |  |
|                                                | Kazenski streli |                                       |  |
| R. Baggio Albertini Costacurta Vieri Di Biagio | 3 – 4           | Zidane Lizarazu Trezeguet Henry Blanc |  |

| 3. julij 1998 21:00 | Brazilija                   | 3 – 2      | Danska                      | Stadion: Stade de la Beaujoire, Nantes Gledalcev: 35.500 Sodnik: Gamal Al-Ghandour |
| 3. julij 1998 21:00 | Bebeto 11' Rivaldo 27', 60' | (Poročilo) | Jørgensen 2' B. Laudrup 50' | Stadion: Stade de la Beaujoire, Nantes Gledalcev: 35.500 Sodnik: Gamal Al-Ghandour |

| 4. julij 1998 16:30 | Nizozemska                | 2 – 1      | Argentina | Stadion: Stade Vélodrome, Marseille Gledalcev: 55.000 Sodnik: Arturo Brizio Carter |
| 4. julij 1998 16:30 | Kluivert 12' Bergkamp 89' | (Poročilo) | López 18' | Stadion: Stade Vélodrome, Marseille Gledalcev: 55.000 Sodnik: Arturo Brizio Carter |

| 4. julij 1998 21:00 | Nemčija | 0 – 3      | Hrvaška                           | Stadion: Stade Gerland, Lyon Gledalcev: 39.100 Sodnik: Rune Pedersen |
| 4. julij 1998 21:00 |         | (Poročilo) | Jarni 45+3' Vlaović 80' Šuker 85' | Stadion: Stade Gerland, Lyon Gledalcev: 39.100 Sodnik: Rune Pedersen |

#### Polfinale
| 7. julij 1998 21:00 | Brazilija   | 1 – 1      | Nizozemska   | Stadion: Stade Vélodrome, Marseille Gledalcev: 54.000 Sodnik: Ali Bujsaim |
| 7. julij 1998 21:00 | Ronaldo 46' | (Poročilo) | Kluivert 87' | Stadion: Stade Vélodrome, Marseille Gledalcev: 54.000 Sodnik: Ali Bujsaim |

|                               |                 |                                     |  |
|                               | Kazenski streli |                                     |  |
| Ronaldo Rivaldo Emerson Dunga | 4 – 2           | F. de Boer Bergkamp Cocu R. de Boer |  |

| 8. julij 1998 21:00 | Francija        | 2 – 1      | Hrvaška   | Stadion: Stade de France, Pariz Gledalcev: 76.000 Sodnik: José Garcia Aranda |
| 8. julij 1998 21:00 | Thuram 47', 69' | (Poročilo) | Šuker 46' | Stadion: Stade de France, Pariz Gledalcev: 76.000 Sodnik: José Garcia Aranda |

#### Za tretje mesto
| 11. julij 1998 21:00 | Nizozemska | 1 – 2      | Hrvaška                  | Stadion: Parc des Princes, Pariz Gledalcev: 45.000 Sodnik: Epifanio González |
| 11. julij 1998 21:00 | Zenden 21' | (Poročilo) | Prosinečki 13' Šuker 35' | Stadion: Parc des Princes, Pariz Gledalcev: 45.000 Sodnik: Epifanio González |

#### Finale
| 12. julij 1998 21:00 | Brazilija | 0 – 3      | Francija                      | Stadion: Stade de France, Pariz Gledalcev: 80.000 Sodnik: Said Belqola |
| 12. julij 1998 21:00 |           | (Poročilo) | Zidane 27', 45+1' Petit 90+3' | Stadion: Stade de France, Pariz Gledalcev: 80.000 Sodnik: Said Belqola |

## Statistika

### Strelci
6 golov
- Davor Šuker

5 golov
- Gabriel Batistuta
- Christian Vieri

4 goli
- Ronaldo
- Marcelo Salas
- Luis Hernández

3 goli
| - Bebeto - César Sampaio - Rivaldo | - Thierry Henry - Oliver Bierhoff | - Jürgen Klinsmann - Dennis Bergkamp |

2 gola
| - Ariel Ortega - Marc Wilmots - Robert Prosinečki - Brian Laudrup - Alan Shearer - Michael Owen - Emmanuel Petit - Lilian Thuram - Zinedine Zidane | - Roberto Baggio - Theodore Whitmore - Ricardo Peláez - Salaheddine Bassir - Abdeljalil Hadda - Phillip Cocu - Ronald de Boer | - Patrick Kluivert - Viorel Moldovan - Shaun Bartlett - Fernando Hierro - Kiko - Fernando Morientes - Slobodan Komljenović |

1 gol
| - Claudio López - Mauricio Pineda - Javier Zanetti - Andreas Herzog - Toni Polster - Ivica Vastić - Luc Nilis - Emil Kostadinov - Patrick Mboma - Pierre Njanka - José Luis Sierra - Léider Preciado - Robert Jarni - Mario Stanić - Goran Vlaović - Thomas Helveg - Martin Jørgensen - Michael Laudrup - Peter Møller - Allan Nielsen - Marc Rieper - Ebbe Sand - Darren Anderton - David Beckham | - Paul Scholes - Laurent Blanc - Youri Djorkaeff - Christophe Dugarry - Bixente Lizarazu - David Trezeguet - Andreas Möller - Mehdi Mahdavikia - Hamid Reza Estili - Luigi Di Biagio - Robbie Earle - Masaši Nakajama - Cuauhtémoc Blanco - Alberto García Aspe - Mustapha Hadji - Edgar Davids - Marc Overmars - Pierre van Hooijdonk - Boudewijn Zenden - Mutiu Adepoju - Tijjani Babangida - Victor Ikpeba - Garba Lawal - Sunday Oliseh | - Wilson Oruma - Dan Eggen - Håvard Flo - Tore André Flo - Kjetil Rekdal - Celso Ayala - Miguel Ángel Benítez - José Cardozo - Adrian Ilie - Dan Petrescu - Sami Al-Jaber - Yousuf Al-Thunayan - Craig Burley - John Collins - Benni McCarthy - Ha Seok-Ju - Yoo Sang-Chul - Luis Enrique - Raúl - Skander Souayah - Brian McBride - Siniša Mihajlović - Predrag Mijatović - Dragan Stojković |

Avtogol
- Youssef Chippo
- Tom Boyd
- Pierre Issa
- Siniša Mihajlović

### Postava prvenstva
| Vratarja                           | Branilci                                                                  | Vezisti                                                    | Napadalci                                         |
| ---------------------------------- | ------------------------------------------------------------------------- | ---------------------------------------------------------- | ------------------------------------------------- |
| Fabien Barthez José Luis Chilavert | Roberto Carlos Marcel Desailly Lilian Thuram Frank de Boer Carlos Gamarra | Dunga Rivaldo Michael Laudrup Zinedine Zidane Edgar Davids | Ronaldo Davor Šuker Brian Laudrup Dennis Bergkamp |